# (29601) 1998 KK31
A (29601) 1998 KK31 a Naprendszer kisbolygóövében található aszteroida. A LINEAR projekt keretében fedezték fel 1998. május 22-én.